# Gestão João Avamileno na prefeitura de Santo André
A Gestão João Avamileno na prefeitura de Santo André corresponde ao período da História Política do Município de Santo André em que João Avamileno esteve ocupando o cargo de prefeito municipal, entre 18 de janeiro de 2002 e 31 de dezembro de 2008.

## Antecedentes
Na eleição municipal de Santo André em 1996 foi eleito e em 2000 foi reeleito vice-prefeito da cidade na chapa encabeçada por seu correligionário Celso Daniel, que já havia sido prefeito da cidade durante quadriênio 1989-1992, tendo José Cicote como vice-prefeito.
Em 18 de janeiro de 2002, Celso Daniel é sequestrado enquanto voltava de um jantar na cidade de São Paulo. O prefeito foi retirado do seu veículo na região dos Três Tombos, na Zona Sul da capital, seu segurança e motorista, Sérgio Gomes da Silva foi deixado no local. O corpo de Celso Daniel foi encontrado dois dias depois na Estrada das Cachoeiras, no Bairro do Carmo, na altura do quilômetro 328 da Rodovia Régis Bittencourt (BR-116), em Juquitiba.

## Posse
No dia 22 de janeiro de 2002 na câmara municipal, Avamileno toma posse no cargo de prefeito titular da cidade de Santo André afim de cumprir o período restante do quadriênio 2001-2004 até 1.º de janeiro de 2005.

### Reeleição

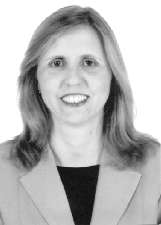
Ivete Garcia, vice-prefeita de Santo André durante o quadriênio 2005-2008.

No segundo turno da eleição municipal de 2004, em 31 de outubro, é reeleito prefeito de Santo André com 203.321 votos, o que representava 53,48% dos votos válidos do eleitorado municipal. Avamileno teve como candidata à vice sua correligionária Ivete Garcia, socióloga e vereadora da cidade por dois mandatos, então presidente da Câmara Municipal.
A coligação que lançou Avamileno e Ivete como chapa majoritária à prefeitura de Santo André foi denominada Santo André Continuando A Mudança que continha o Partido dos Trabalhadores além do PCB, PV e PCdoB.
Avamileno e Ivete derrotaram a chapa encabeçada pelo ex-prefeito Newton Brandão, candidato do PSDB, que tinha Duílio Pisaneschi, do PTB como candidato à vice. O prefeito tomou posse juntamente com a vice e os secretários municipais em 1.º de janeiro de 2005 na Câmara Municipal de Santo André.

## Desempenho Eleitoral
| Ano  | Eleição                  | Partido                                                | Partido | Coligação                                                                         | Candidato à Prefeito | Candidato à Vice-prefeito (a) | Votos   | Votos   | Votos  | Votos |
| Ano  | Eleição                  | Partido                                                | Partido | Coligação                                                                         | Candidato à Prefeito | Candidato à Vice-prefeito (a) | T.      | Total   | %      | P.    |
| ---- | ------------------------ | ------------------------------------------------------ | ------- | --------------------------------------------------------------------------------- | -------------------- | ----------------------------- | ------- | ------- | ------ | ----- |
| 2000 | Municipal de Santo André |                                                        | PT      | De novo, o melhor para Santo André (PT, PMDB, PMN, PST, PDT, PCB, PV, PCdoB, PHS) | Celso Daniel         | João Avamileno (PT)           | 1.º     | 250.506 | 70,12% | 1.º   |
| 2004 | Municipal de Santo André | Santo André Continuando a Mudança (PT, PCB, PV, PCdoB) | PT      | João Avamileno                                                                    | Ivete Garcia (PT)    | 1.º                           | 176.874 | 46,42%  | 1.º    |       |
| 2004 | Municipal de Santo André | Santo André Continuando a Mudança (PT, PCB, PV, PCdoB) | PT      | João Avamileno                                                                    | Ivete Garcia (PT)    | 2.º                           | 203.321 | 53,48%  | 1.º    |       |

## Projetos

### Educação

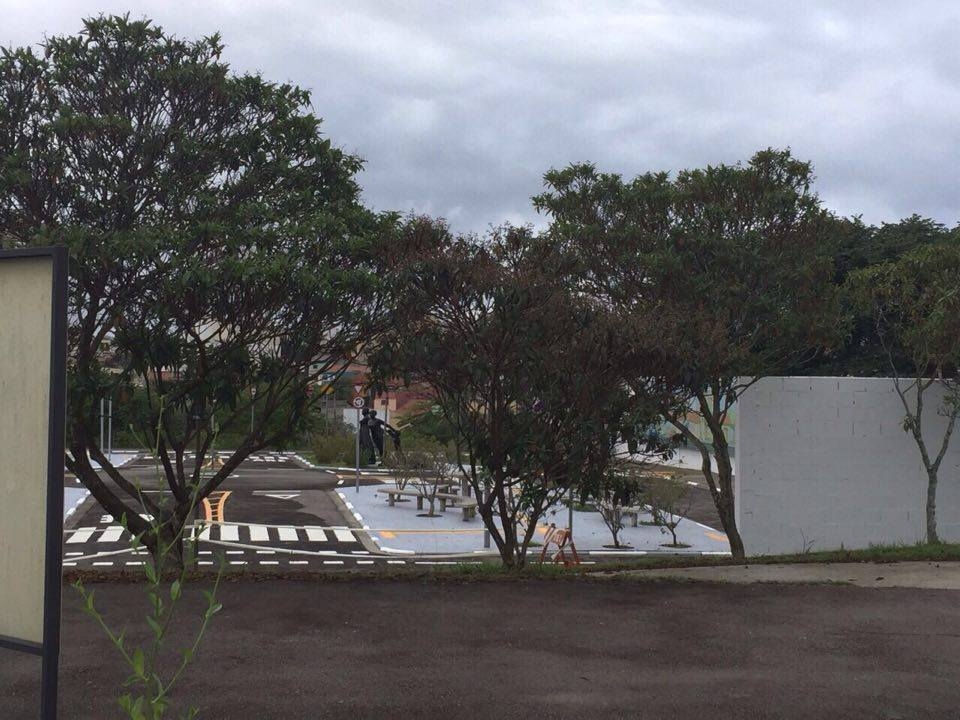
Área externa do Sabina - Escola Parque do Conhecimento.

#### Programa Integrado de Qualificação
Fora implementado no município no começo de 2003 o PIQ (Programa Integrado de Qualificação) com objetivo de prevenir que a população de 15 a 26 anos de Santo André sejam inseridos no mercado de trabalho sem os pré-requisitos mínimos e sem abrir mão da escolaridade, proporcionando uma formação social para a comunidade.

### Inclusão Social

#### Programa Família Andreense
Em dezembro de 2003 foi instituído no município o Programa Família Andreense, iniciativa governamental que tem como objetivo principal expandir as chances de emancipação e aprimoramento da qualidade de vida das famílias em situação de vulnerabilidade social através da transferência de renda monetária associada a iniciativas voltadas para segurança alimentar e nutricional, superação da pobreza e analfabetismo, admissão no mercado de trabalho, suporte social familiar para enfrentar os riscos sociais e pessoais, acesso à rede de proteção social que abrange saúde, educação, assistência social, cultura, esportes e recreação.

## Execuções

### Lazer

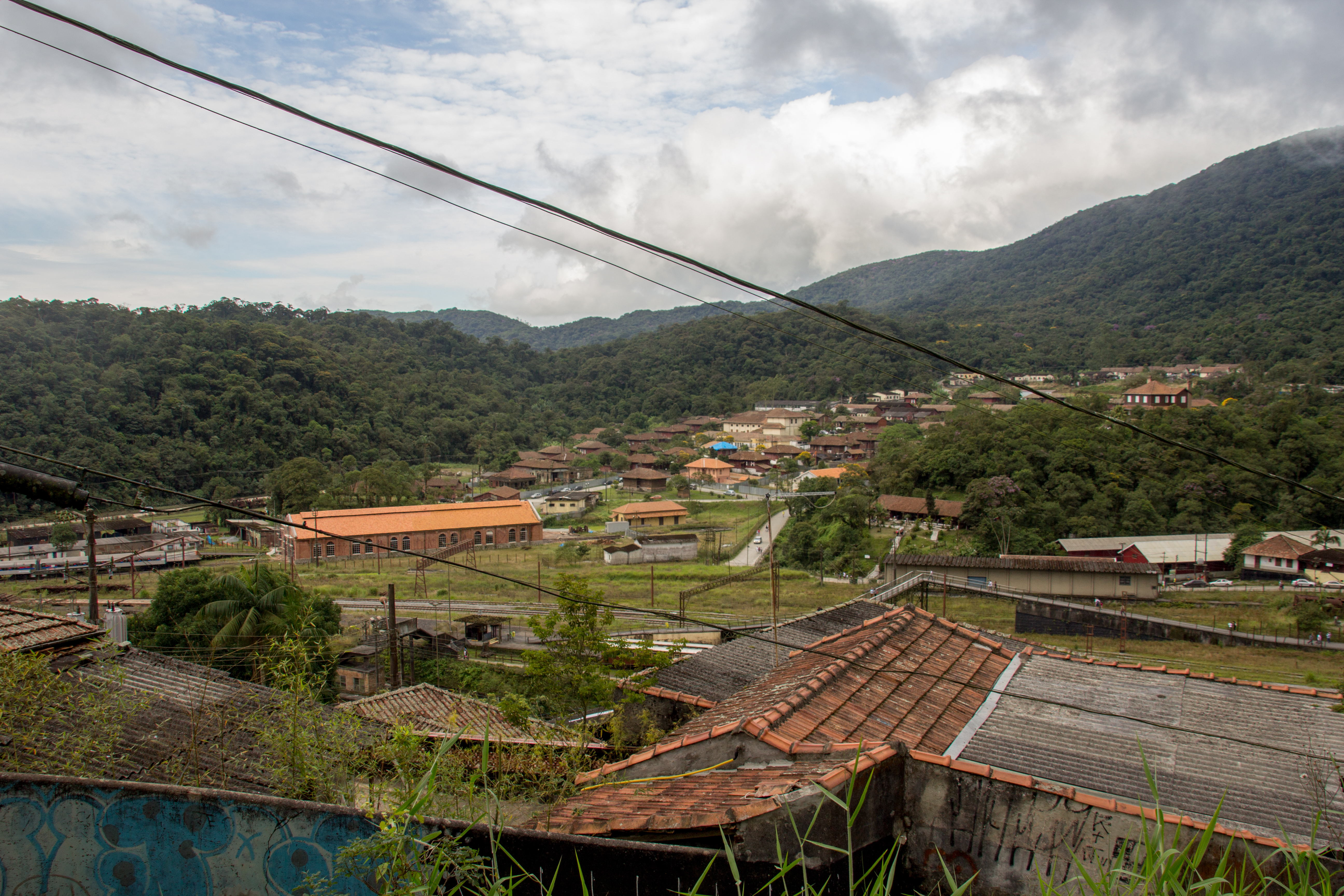
Vila Ferroviária de Paranapiacaba.

#### Compra da Vila de Paranapiacaba
Em 24 de janeiro de 2002, dois dias após tomar posse como prefeito titular de Santo André, Avamileno formalizou a compra da Vila Ferroviária de Paranapiacaba, em negociação com a RFFSA há quatro anos a compra foi considerada a última medida tomada pelo ex-prefeito Celso Daniel, que estava a frente da aquisição com a autarquia federal e que já havia assinado o contrato quatro dias antes de seu assassinato, no dia 14 de janeiro daquele ano.

#### Parque Celso Daniel
Durante seu discurso de posse no cargo de prefeito, João anunciou a pretensão de rebatizar o Parque Duque de Caxias como Parque Celso Daniel, em uma homenagem post-mortem ao ex-prefeito assassinado, o projeto de lei foi encaminhado a Câmara Municipal e aprovado por unanimidade entre os vereadores.

### Educação

#### Sabina - Escola Parque do Conhecimento
A Sabina Escola Parque do Conhecimento foi inaugurada pelo prefeito em fevereiro de 2007, uma estrutura de lazer educacional para as famílias de Santo André, com as crianças como público alvo. a estrutura construída custou ao orçamento do município cerca de R$ 40 milhões de reais, contendo diversas exposições relacionadas ao meio ambiente e ao mundo animal.

#### Centro de Formação de Professores
Inaugurado em Junho de 2004, o equipamento tem como objetivo oferecer formação permanente aos professores da rede municipal de educação, sendo a unidade pioneira na região do grande ABC.

### Saúde

#### Hospital da Mulher
Em agosto de 2008 inaugurou o Hospital da Mulher, no Parque Novo Oratório. Batizado de Maria José dos Santos Stein, em homenagem a uma ativista local falecida em 2005 cujas pautas defendidas estavam relacionadas à saúde feminina. O equipamento custou ao município cerca de 15,7 milhões dos R$ 25 milhões que foram necessários necessários para a construção, essa que durou um período de 5 anos. A estrutura conta com 118 leitos o hospital conta com serviços de clínica médica e atendimento ambulatorial especializado em saúde da mulher.

### Infraestrutura

#### Complexo Cassaquera
No último ano de sua administração, em 2008, Avamileno entregou aos munícipes andreenses o início da obra do Complexo Viário Cassaquera, equipamento que interliga as avenidas dos Estados e Giovanni Battista Pirelli, Orçada em R$ 30 milhões, a edificação consiste em um viaduto de 320 metros, batizado pelo prefeito como Salvador Avamileno, em homenagem a seu pai, além de uma ciclovia e pista de caminhada no entorno da edificação.

### Economia

#### Mercado de Flores
Em novembro de 2003 foi implementado no CEASA do Grande ABC o mercado de flores, foram disponibilizados pela prefeitura de Santo André 36 módulos dentre os 9 boxes do GP VI.

## Secretariado

### 1° Mandato (2002-2004)
| Pasta                                                             | Titular                     | Partido | Início do Mandato     | Fim do Mandato         | Ref.   |
| ----------------------------------------------------------------- | --------------------------- | ------- | --------------------- | ---------------------- | ------ |
| Secretaria Municipal de Educação e Formação Profissional          | Cleuza Rodrigues Repulho    |         | 18 de janeiro de 2002 | 31 de dezembro de 2004 | [ 21 ] |
|                                                                   |                             |         |                       |                        |        |
| Secretaria Municipal de Saúde                                     | Vânia Barbosa do Nascimento |         | 18 de janeiro de 2002 | 31 de dezembro de 2004 | [ 21 ] |
|                                                                   |                             |         |                       |                        |        |
| Secretaria Municipal de Serviços Públicos                         | Klinger Sousa               | PT      | 18 de janeiro de 2002 | 26 de junho de 2002    |        |
| Secretaria Municipal de Serviços Públicos                         | Miriam Blois                |         | 26 de junho de 2002   | 31 de dezembro de 2004 |        |
|                                                                   |                             |         |                       |                        |        |
| Secretaria Municipal de Desenvolvimento Urbano                    | Irineu Bagnariolli          |         | 18 de janeiro de 2002 | 31 de dezembro de 2004 | [ 22 ] |
|                                                                   |                             |         |                       |                        |        |
| Secretaria Municipal de Governo                                   | Mario Maurici Moraes        | PT      | 18 de janeiro de 2002 | 31 de dezembro de 2004 | [ 22 ] |
|                                                                   |                             |         |                       |                        |        |
| Secretaria Municipal de Inclusão Social                           | Rosana Denaldi              |         | 18 de janeiro de 2002 | 31 de dezembro de 2004 | [ 22 ] |
|                                                                   |                             |         |                       |                        |        |
| Secretaria Municipal de Cultura, Esporte e Lazer                  | Acylino Bellisomi           | PT      | 18 de janeiro de 2002 | 31 de dezembro de 2004 | [ 23 ] |
|                                                                   |                             |         |                       |                        |        |
| Secretaria Municipal de Assuntos Jurídicos                        | Marcela Belic Cherubine     |         | 18 de janeiro de 2002 | 31 de dezembro de 2004 | [ 22 ] |
|                                                                   |                             |         |                       |                        |        |
| Secretaria Municipal de Finanças                                  | Antonio Carlos Granado      | PT      | 18 de janeiro de 2002 | 31 de dezembro de 2004 | [ 11 ] |
|                                                                   |                             |         |                       |                        |        |
| Secretaria Municipal de Administração e Modernização              | Teresa Santos               |         | 18 de janeiro de 2002 | 31 de dezembro de 2004 | [ 22 ] |
|                                                                   |                             |         |                       |                        |        |
| Secretaria Municipal de Comunicação                               | Eduardo Corrêa              |         | 18 de janeiro de 2002 | 31 de dezembro de 2004 | [ 24 ] |
|                                                                   |                             |         |                       |                        |        |
| Secretaria Municipal de Orçamento e Planejamento Participativo    | Maurício Mindrisz           | PT      | 18 de janeiro de 2002 | 31 de dezembro de 2004 |        |
|                                                                   |                             |         |                       |                        |        |
| Secretaria Municipal de Desenvolvimento Econômico e Ação Regional | Luís Paulo Bresciani        |         | 18 de janeiro de 2002 | 31 de dezembro de 2004 |        |

#### Autarquias
| Autarquia                                          | Titular                  | Partido | Início do Mandato     | Fim do Mandato         | Ref. |
| -------------------------------------------------- | ------------------------ | ------- | --------------------- | ---------------------- | ---- |
| Serviço Municipal de Saneamento Ambiental (SEMASA) | Sebastião Ney Vaz Júnior |         | 18 de janeiro de 2002 | 31 de dezembro de 2004 |      |

#### Subprefeituras
| Localidade                       | Titular                        | Partido | Início do Mandato     | Fim do Mandato         | Ref.   |
| -------------------------------- | ------------------------------ | ------- | --------------------- | ---------------------- | ------ |
| Paranapiacaba e Parque Andreense | João Ricardo Guimarães Caetano |         | 18 de janeiro de 2002 | 31 de dezembro de 2004 | [ 25 ] |

### 2° Mandato (2005-2008)

#### Primeiro Escalão
| Pasta                                                      | Titular                         | Partido | Início do Mandato      | Fim do Mandato         | Ref.          |
| ---------------------------------------------------------- | ------------------------------- | ------- | ---------------------- | ---------------------- | ------------- |
| Coordenadoria de Comunicação                               | Luciano Somenzari               |         | 1.º de janeiro de 2005 | 15 de outubro de 2007  | [ 26 ]        |
| Coordenadoria de Comunicação                               | Ruth Alexandre                  |         | 15 de outubro de 2007  | 31 de dezembro de 2008 | [ 26 ]        |
|                                                            |                                 |         |                        |                        |               |
| Secretaria Municipal de Educação e Formação Profissional   | Cleuza Rodrigues Repulho        |         | 1.º de janeiro de 2005 | 5 de dezembro de 2007  | [ 21 ]        |
| Secretaria Municipal de Educação e Formação Profissional   | Maria Helena Marin              |         | 5 de dezembro de 2007  | 31 de dezembro de 2008 | [ 26 ] [ 27 ] |
|                                                            |                                 |         |                        |                        |               |
| Secretaria Municipal de Saúde                              | Vânia Barbosa do Nascimento     |         | 1.º de janeiro de 2005 | 5 de dezembro de 2007  | [ 21 ] [ 28 ] |
| Secretaria Municipal de Saúde                              | Homero Nepomuceno Duarte        |         | 5 de dezembro de 2007  | 31 de dezembro de 2008 | [ 26 ]        |
|                                                            |                                 |         |                        |                        |               |
| Secretária Municipal de Desenvolvimento Urbano e Habitação | Rosana Denaldi                  |         | 1.º de janeiro de 2005 | 5 de dezembro de 2007  | [ 21 ]        |
| Secretária Municipal de Desenvolvimento Urbano e Habitação | Nelson Ota                      |         | 5 de dezembro de 2007  | 31 de dezembro de 2008 | [ 26 ]        |
|                                                            |                                 |         |                        |                        |               |
| Secretaria Municipal de Governo                            | Mario Maurici Moraes            | PT      | 1.º de janeiro de 2005 | 15 de outubro de 2007  | [ 29 ] [ 30 ] |
| Secretaria Municipal de Governo                            | Ronaldo Feitosa                 |         | 1° de novembro de 2007 | 31 de dezembro de 2008 | [ 31 ]        |
|                                                            |                                 |         |                        |                        |               |
| Secretaria Municipal de Inclusão Social                    | Ricardo Ernesto Vasquez Beltrão |         | 1.º de janeiro de 2005 | 5 de dezembro de 2007  | [ 28 ]        |
| Secretaria Municipal de Inclusão Social                    | Ademar Carlos de Oliveira       |         | 5 de dezembro de 2007  | 31 de dezembro de 2008 | [ 26 ]        |
|                                                            |                                 |         |                        |                        |               |
| Secretaria Municipal de Obras e Serviços Públicos          | Miriam Blois                    |         | 1.º de janeiro de 2005 | 5 de dezembro de 2007  | [ 22 ]        |
| Secretaria Municipal de Obras e Serviços Públicos          | Ricardo da Silva Kondratovich   |         | 5 de dezembro de 2007  | 31 de dezembro de 2008 | [ 26 ]        |
|                                                            |                                 |         |                        |                        |               |
| Secretaria Municipal de Cultura, Esporte e Lazer           | Acylino Bellisomi               | PT      | 1.º de janeiro de 2005 | 5 de dezembro de 2007  | [ 24 ] [ 32 ] |
| Secretaria Municipal de Cultura, Esporte e Lazer           | Simone Zarate                   |         | 5 de dezembro de 2007  | 31 de dezembro de 2008 | [ 26 ]        |
|                                                            |                                 |         |                        |                        |               |
| Secretaria de Assuntos Jurídicos                           | Marcela Belic Cherubine         |         | 1.º de janeiro de 2005 | 5 de dezembro de 2007  | [ 21 ]        |
| Secretaria de Assuntos Jurídicos                           | Lilimar Mazzoni                 |         | 5 de dezembro de 2007  | 31 de dezembro de 2008 | [ 26 ]        |
|                                                            |                                 |         |                        |                        |               |
| Secretaria de Finanças                                     | Antonio Carlos Granado          | PT      | 1.º de janeiro de 2005 | 5 de dezembro de 2007  | [ 21 ]        |
| Secretaria de Finanças                                     | Walter Faria                    |         | 5 de dezembro de 2007  | 31 de dezembro de 2008 | [ 26 ]        |
|                                                            |                                 |         |                        |                        |               |
| Secretaria de Administração e Modernização                 | Teresa Santos                   |         | 1.º de janeiro de 2005 | 5 de dezembro de 2007  | [ 21 ]        |
| Secretaria de Administração e Modernização                 | Aguinaldo Balon                 |         | 5 de dezembro de 2007  | 31 de dezembro de 2008 | [ 26 ]        |
|                                                            |                                 |         |                        |                        |               |
| Secretaria de Orçamento e Planejamento Participativo       | Ivete Garcia                    | PT      | 1.º de janeiro de 2005 | 5 de dezembro de 2007  | [ 21 ]        |
| Secretaria de Orçamento e Planejamento Participativo       | José Cláudio Simões             |         | 5 de dezembro de 2007  | 31 de dezembro de 2008 | [ 26 ]        |
|                                                            |                                 |         |                        |                        |               |
| Secretaria de Desenvolvimento Econômico e Ação Regional    | Luís Paulo Bresciani            |         | 1.º de janeiro de 2005 | 5 de dezembro de 2007  | [ 21 ]        |
| Secretaria de Desenvolvimento Econômico e Ação Regional    | Fábio Piagentini                |         | 5 de dezembro de 2007  | 31 de dezembro de 2008 | [ 26 ]        |

#### Autarquias
| Autarquia                                                             | Titular                  | Partido | Início do Mandato      | Fim do Mandato         | Ref.          |
| --------------------------------------------------------------------- | ------------------------ | ------- | ---------------------- | ---------------------- | ------------- |
| Serviço Municipal de Saneamento Ambiental (SEMASA)                    | Sebastião Ney Vaz Júnior |         | 1.º de janeiro de 2005 | 5 de dezembro de 2007  | [ 21 ]        |
| Serviço Municipal de Saneamento Ambiental (SEMASA)                    | Milton Joseph            |         | 5 de dezembro de 2007  | 31 de dezembro de 2008 | [ 26 ]        |
|                                                                       |                          |         |                        |                        |               |
| Companhia Regional de Abastecimento Integrado de Santo André (CRAISA) | Vladimir Rossi           |         | 1.º de janeiro de 2005 | 31 de dezembro de 2008 | [ 11 ]        |
|                                                                       |                          |         |                        |                        |               |
| Instituto de Previdência de Santo André (IPSA)                        | Glória Satoko Konno      |         | 1.º de janeiro de 2005 | 31 de dezembro de 2008 | [ 11 ] [ 33 ] |

#### Subprefeituras
| Localidade                       | Titular                        | Partido | Início do Mandato      | Fim do Mandato         | Ref.   |
| -------------------------------- | ------------------------------ | ------- | ---------------------- | ---------------------- | ------ |
| Paranapiacaba e Parque Andreense | João Ricardo Guimarães Caetano |         | 1.º de janeiro de 2005 | 12 de setembro de 2007 | [ 25 ] |
| Paranapiacaba e Parque Andreense | Vanessa Figueredo              |         | 12 de setembro de 2007 | 31 de dezembro de 2008 | [ 25 ] |